# Cimone di Cleone
Cimone di Cleone (in greco antico: Κίμων?, Kímon) (Cleone, ... – ...; fl. VI secolo a.C.) è stato un pittore greco antico.

## Biografia
Nato a Cleone, presso Corinto, Cimone sembra sia stato il vero iniziatore della pittura greca e il precursore di Polignoto di Taso. Secondo Plinio il Vecchio fu inventore della prospettiva multipla («catagrapha id est obliquae imagines»). 
È difficile accertare, dalle espressioni oscure di Plinio, in cosa consistessero i meriti peculiari di Cimone: è certo, tuttavia, che non si accontentò di disegnare semplicemente i contorni delle sue figure, come vediamo nei vasi dipinti più antichi, ma che rappresentò anche arti, vene e pieghe di vesti. Inventò, come detto da Plinio, i catagrapha, cioè non il profilo, secondo l'interpretazione comune, ma le varie posizioni delle figure, come appaiono quando guardano in alto, in basso e di lato; e deve quindi essere considerato come il primo pittore di prospettiva.